# 유도 조정기

유도 조정기는 연속 (아날로그)가변 출력 전압을 제공할 수 있는 유도 전동기에 기초한 장치이다. 그것의 용도는 지금 대부분 전기 연구소, 전기 공정 및 아크 용접으로 제한된다. 사소한 변형으로, 그 설치는 절연체 위상 시프트 변압기로서 사용될수 있다.